# Umarizal
Umarizal é um município brasileiro localizado no estado do Rio Grande do Norte, na Região Nordeste do país. Ele está situado a uma distância de aproximadamente 341 km a oeste da capital do estado, Natal. A cidade ocupa uma área total de 213,584 km² e tinha uma estimativa populacional de 10.078 habitantes em 2022, de acordo com o Instituto Brasileiro de Geografia e Estatística (IBGE). No ranking de municípios com maiores populações, Umarizal está na 68ª colocação no estado do Rio Grande do Norte, 1.171ª colocação na região Nordeste e 3.069ª colocação no Brasil.

## História
A cidade já foi chamada de Gavião (nome do povoado que deu origem à cidade, quando ainda fazia parte da comarca de Martins) e de Divinópolis (nome que teve que ser alterado devido a cidade homônima de Minas Gerais). Em 1902 o povoado já contava com a capela que originaria a Paróquia do Sagrado Coração de Jesus e o cemitério. No dia 27 de novembro de 1958, pela Lei nº 2.312, Umarizal desmembrou-se de Martins e tornou-se um novo município potiguar.

## Geografia
De acordo com a divisão do Instituto Brasileiro de Geografia e Estatística (IBGE) vigente desde 2017, Umarizal pertence à região geográfica imediata de Pau dos Ferros, dentro da região geográfica intermediária de Mossoró. Até então, com a vigência das divisões em microrregiões e mesorregiões, o município fazia parte da microrregião de Umarizal, que por sua vez estava incluída na mesorregião do Oeste Potiguar. Umarizal dista 341 quilômetros (km) de Natal, capital estadual, e 2 161 km de Brasília, capital federal. Ocupa uma área de 213,584 km², sendo 4,263 km² de área urbana (2015), e se limita com os municípios de Apodi a norte; Lucrécia, Martins e Almino Afonso a sul; Olho-d'Água do Borges e Rafael Godeiro a leste e a oeste Viçosa, Riacho da Cruz e novamente Martins.
O relevo de Umarizal é constituído pela Depressão Sertaneja, que abrange terrenos baixos de transição entre a Chapada do Apodi e o Planalto da Borborema. O município está inserido na bacia hidrográfica do Rio Apodi-Mossoró e é cortado pelo rio Umari e pelos riachos Cachoeira, do Catitu, Fura Boca e Gangorra. O maior reservatório é o Açude Rodeador, com capacidade para 21 403 849,84 metros cúbicos (m³), seguido pelo Açude Inspetoria (3 095 125 m³).
O solo predominante é o podzólico vermelho amarelo equivalente eutrófico, que apresenta textura média, é bastante drenado e apresenta nível alto de fertilidade. Também existem, em menores porções, o solo bruno não cálcico e regossolo (este último, na nova classificação brasileira de solos, passou a ser chamado de argissolo, enquanto os demais foram denominados de luvissolos). Esses solos são cobertos pela caatinga hiperxerófila, vegetação de pequeno porte típica do sertão, que perde suas folhas na estação seca. Entre as espécies mais encontradas estão o facheiro (Pilosocereus pachycladus), o faveleiro (Cnidoscolus quercifolius), a jurema-preta (Mimosa hostilis benth), o marmeleiro (Cydonia oblonga), o mufumbo (Combretum leprosum) e o xique-xique (Pilosocereus polygonus).
O clima é semiárido (do tipo Bsh na classificação climática de Köppen-Geiger), com chuvas concentradas em poucos meses do ano. Segundo dados da Empresa de Pesquisa Agropecuária do Rio Grande do Norte (EMPARN), desde julho de 1962 o maior acumulado de chuva em 24 horas registrado em Umarizal atingiu 149,6 milímetros (mm) em 21 de março de 1988, seguido por 148 mm em 18 de fevereiro de 2017. O mês mais chuvoso da série histórica foi abril de 1985, com 709 mm. Desde novembro de 2019, quando entrou em operação uma estação meteorológica automática da EMPARN na cidade, a menor temperatura foi de 19,3 °C em 22 de julho de 2020, enquanto a maior alcançou 40,8 °C em 2 de dezembro de 2021.
| Dados climatológicos para Umarizal                                                              | Dados climatológicos para Umarizal | Dados climatológicos para Umarizal | Dados climatológicos para Umarizal | Dados climatológicos para Umarizal | Dados climatológicos para Umarizal | Dados climatológicos para Umarizal | Dados climatológicos para Umarizal | Dados climatológicos para Umarizal | Dados climatológicos para Umarizal | Dados climatológicos para Umarizal | Dados climatológicos para Umarizal | Dados climatológicos para Umarizal | Dados climatológicos para Umarizal |
| Mês                                                                                             | Jan                                | Fev                                | Mar                                | Abr                                | Mai                                | Jun                                | Jul                                | Ago                                | Set                                | Out                                | Nov                                | Dez                                | Ano                                |
| ----------------------------------------------------------------------------------------------- | ---------------------------------- | ---------------------------------- | ---------------------------------- | ---------------------------------- | ---------------------------------- | ---------------------------------- | ---------------------------------- | ---------------------------------- | ---------------------------------- | ---------------------------------- | ---------------------------------- | ---------------------------------- | ---------------------------------- |
| Temperatura máxima recorde (°C)                                                                 | 39,9                               | 37,9                               | 38,2                               | 37,3                               | 36,3                               | 37,3                               | 39,6                               | 39,7                               | 40,1                               | 40,7                               | 40,2                               | 40,8                               | 40,8                               |
| Temperatura mínima recorde (°C)                                                                 | 20,7                               | 20,6                               | 21,3                               | 21,4                               | 21                                 | 19,9                               | 19,3                               | 20                                 | 21,7                               | 20,9                               | 22,3                               | 22,6                               | 19,3                               |
| Precipitação (mm)                                                                               | 84,2                               | 122,9                              | 206,3                              | 196,4                              | 99                                 | 54,6                               | 29,2                               | 8                                  | 4                                  | 7,1                                | 4,7                                | 24,4                               | 840,8                              |
| Fonte: EMPARN (recordes de temperatura: 13/11/2019-presente; médias de precipitação: 1962-2020) |                                    |                                    |                                    |                                    |                                    |                                    |                                    |                                    |                                    |                                    |                                    |                                    |                                    |

## Demografia
A população de Umarizal no censo demográfico de 2010 era de 10 695 habitantes, sendo o 60° município em população do Rio Grande do Norte e o 2 855° do Brasil, apresentando uma densidade demográfica de 49,91 habitantes por quilômetro quadrado (hab/km²). De acordo com este mesmo censo, 85,08% dos habitantes viviam na zona urbana e 14,92% na zona rural. Ao mesmo tempo, 50,95% da população eram do sexo feminino e 49,05% do sexo masculino, tendo uma razão de sexo de 96,26 homens para cada cem mulheres. Quanto à faixa etária, 66,19% da população tinham entre 15 e 64 anos, 23,96% menos de quinze anos e 9,85% 65 anos ou mais.
Ainda segundo o mesmo censo, a população de Umarizal era formada por católicos apostólicos romanos (87,7%), protestantes (9,45%), e testemunhas de Jeová (0,95%) e mórmons (0,14%). Outros 1,86% não tinham religião. A paróquia de Umarizal, que tem como padroeiro o Sagrado Coração de Jesus, foi criada em 4 de janeiro de 1959, poucos dias após a emancipação política, e abrange geograficamente o município de Olho-d'Água do Borges. Existem também credos protestantes ou reformados, sendo alguns eles: Assembleia de Deus, Casa da Bênção, Congregação Cristã do Brasil, Deus é Amor, Igreja Adventista do Sétimo Dia, Igreja Batista, Igreja Luterana, Igreja Presbiteriana e Igreja Universal do Reino de Deus.
Conforme pesquisa de autodeclaração do mesmo censo, 49,58% dos habitantes eram brancos, 47,91% pardos, 1,7% pretos e 0,81% amarelos. Todos os habitantes eram brasileiros natos (77% naturais do município), dos quais 98,84% naturais do Nordeste, 0,66% do Sudeste, 0,31% do Centro-Oeste e 0,2% sem especificação. Dentre os naturais de outras unidades da federação, a Paraíba tinha o maior percentual de residentes (1,53%), seguido pelo Ceará (1,27%) por São Paulo (0,61%).
O Índice de Desenvolvimento Humano (IDH) do município é considerado médio, de acordo com dados do Programa das Nações Unidas para o Desenvolvimento (PNUD). Segundo dados do relatório de 2010, divulgados em 2013, seu valor era 0,618, estando na 60ª posição a nível estadual e na 3 735ª colocação a nível nacional. Considerando-se apenas o índice de longevidade, seu valor é 0,792, o valor do índice de renda é 0,590 e o de educação 0,506. No período de 2000 a 2010, o índice de Gini, que mede a desigualdade social caiu de 0,579 para 0,515 e a proporção de pessoas com renda domiciliar per capita de até R$ 140 decresceu quase 34%. Em 2010, 66,02% da população vivia acima da linha de pobreza, 17,24% abaixo da linha de indigência e 16,74% entre as linhas de indigência e de pobreza. No mesmo ano, os 20% mais ricos eram responsáveis por 55,73% do rendimento total municipal, valor quase vinte vezes superior ao dos 20% mais pobres, de apenas 2,8%.

## Política

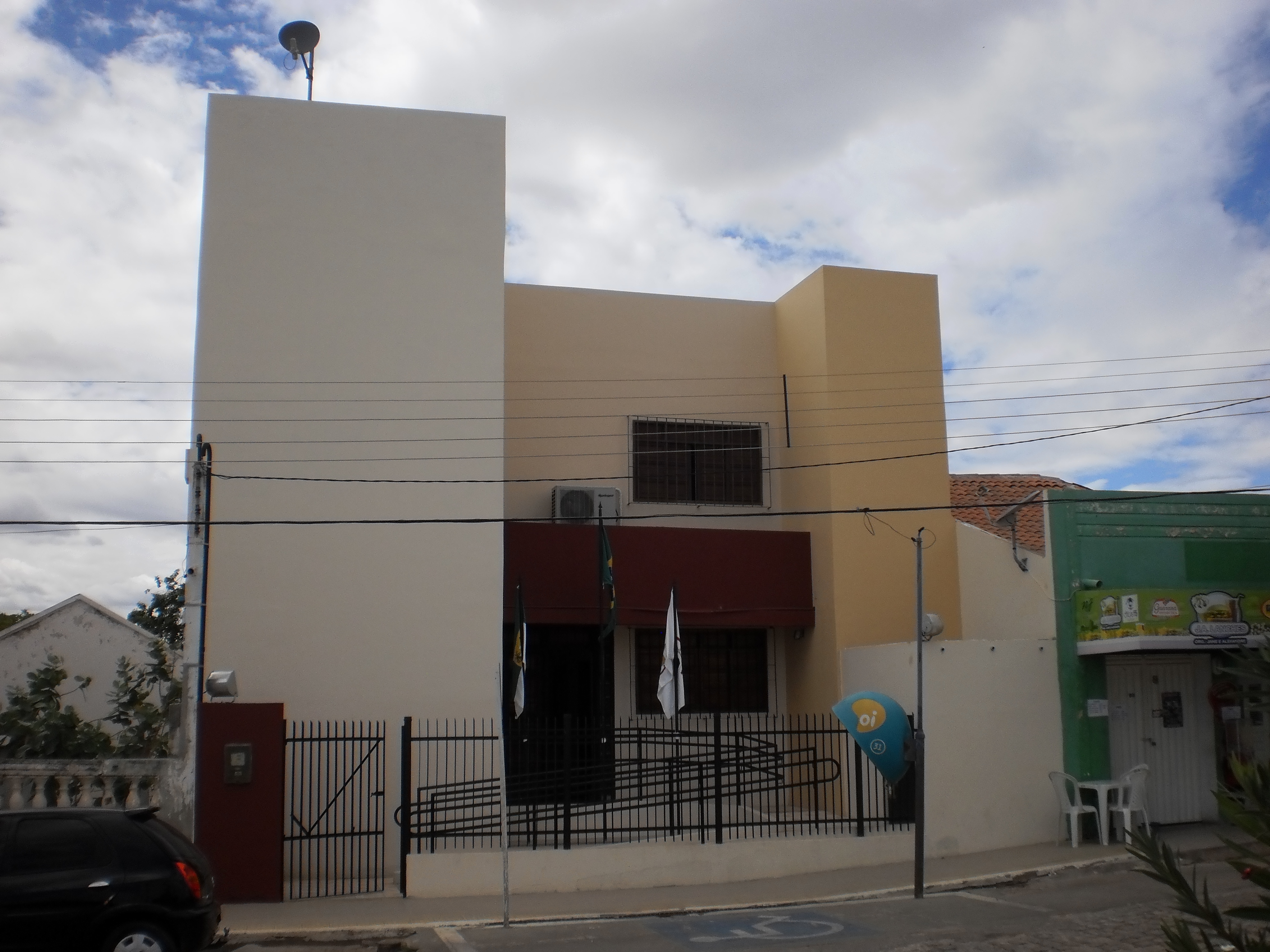
Comarca de Umarizal, do poder judiciário do Rio Grande do Norte

A administração municipal se dá através de dois poderes: o executivo, exercido pelo prefeito e secretários municipais, e o legislativo, representado pela câmara municipal, constituída por nove vereadores. Cabe à casa elaborar e votar leis fundamentais à administração e ao executivo, especialmente o orçamento municipal. Existem também alguns conselhos municipais atualmente em atividade, entre eles: alimentação escolar, direitos da criança e do adolescente, direitos do idoso, educação, FUNDEB, saúde e tutelar.
Umarizal se rege por sua lei orgânica, promulgada no dia 30 de março de 1990, e abriga uma comarca do poder judiciário estadual, de primeira entrância, que possui como termo judiciário o município de Olho-d'Água do Borges. Pertence à 39ª zona eleitoral do Rio Grande do Norte e possuía, em dezembro de 2018, 8 365 eleitores, de acordo com o Tribunal Superior Eleitoral (TSE), o que representa 0,341% do eleitorado potiguar.